# Калинів (станція)
Кали́нів — проміжна залізнична станція 5-го класу Львівської дирекції Львівської залізниці на електрифікованій лінії Оброшин — Самбір між станціями Рудки (18 км) та Самбір (9 км). Розташована поблизу міста Новий Калинів Самбірського району Львівської області.

## Історія
Станція відкрита 27 серпня 1903 року, одночасно з відкриттям руху на залізничній лінії Львів — Самбір.
У 1967 році станція електрифікована постійним струмом (=3 кВ) в складі дільниці Львів — Самбір.
У 1987 році неподалік станції Калинів відбулося зіткнення вантажного поїзда, який прямував за маршрутом Клепарів — Самбір (локомотивна бригада у складі машиніста О. В. Стурова та його помічника М. М. Павлюка) із маневровим локомотивом та групою вагонів. Після тривалої стоянки на станції Калинів машиніст, не перевіривши дію гальм, продовжив рейс. До кінцевого пункту було вже недалеко, але на перегоні бригаду чатувала подія — машиніст та його помічник заснули і проїхали забороняючий сигнал світлофора і на швидкості 65 км/годину зіштовхнулися із локомотивом, який у цей час виконував маневри з групою вагонів. Внаслідок аварії троє людей отримали поранення, виведені із ладу новий електровоз ВЛ11 та група вагонів із різними вантажами. Загальна сума збитків від цієї аварії склала понад 500 тисяч гривень.

## Пасажирське сполучення
На станції Калинів зупиняються приміські електропоїзди сполученням Львів — Сянки. 